# Mariana Duque Mariño
Mariana Duque Mariño (født 12. august 1989 i Bogotá, Colombia) er en professionel tennisspiller fra Colombia.